# Tauriac (Gironda)
Tauriac (en francès Tauriac) és un municipi francès situat al departament de la Gironda i a la regió de la Nova Aquitània.

## Demografia
| 1962                                       | 1968 | 1975 | 1982  | 1990  | 1999  | 2007  |
| ------------------------------------------ | ---- | ---- | ----- | ----- | ----- | ----- |
| 948                                        | 978  | 972  | 1.233 | 1.261 | 1.293 | 1.297 |
| Des de 1962: població sense dobles comptes |      |      |       |       |       |       |

## Administració
| Període   | Identitat            | Partit |
| --------- | -------------------- | ------ |
| 2001-2008 | Marie-Paule Chevrier |        |
| 2008-     | Catherine Saëz       |        |